# Wieżowiec Akademii Nauk Łotwy
Wieżowiec Akademii Nauk Łotwy (łot. Latvijas Zinātņu akadēmijas augstceltne) — wieżowiec w Rydze wybudowany na wzór Siedmiu Sióstr Stalina. Jego projektantami byli prof. Osvalds Tīlmanis, Vaidelotis Apsītis, Kārlis Plūksne, W. Sznitnikow i inżynier M. Szpektorow. 
Na początku był planowany jako Dom Kołchoźnika, ale po ukończeniu został oddany Akademii Nauk Łotewskiej Socjalistycznej Republiki Radzieckiej. Budowę prowadzono w latach 1952–1958, oddanie do użytku nastąpiło w 1960. Do konstrukcji wysokościowca zastosowano żelbetowe elementy łączące, a do wykonania powierzchni zewnętrznej użyto naturalnego kamienia okładzinowego. Architekci starali się upodobnić obiekt do ogólnego wyglądu Starej Rygi. Dla budowy gmachu wyburzono zabytek rosyjskiego klasycyzmu: Gościnny Dwór na Moskiewskim Przedmieściu.
Obecnie w budynku mieszczą się: prezydium i administracja Akademii Nauk Łotwy, instytuty humanistyczne, wydawnictwo naukowe «Zinātne», rada nauki i różne organizacje badawcze. Na jego szczycie znajduje się taras widokowy.